# Navajazo
Navajazo è un documentario del 2014 diretto da Ricardo Silva.